# Leopold König
Leopold König (ur. 15 listopada 1987 w Moravskiej Třebovie) – czeski kolarz szosowy.

## Najważniejsze osiągnięcia
2010
- 1. miejsce w Czech Cycling Tour
- 1. miejsce na 3. etapie Tour of Bulgaria
- 3. miejsce w mistrzostwach Czech (jazda indywidualna na czas)

2011
- 2. miejsce w Österreich-Rundfahrt
- 3. miejsce w Tour de l’Ain
- 2. miejsce w mistrzostwach Czech (start wspólny)

2012
- 3. miejsce w Tour of Utah
- 1. miejsce na 6. etapie Tour of Britain

2013
- 1. miejsce na 7. etapie Tour of California
- 1. miejsce w Czech Cycling Tour
  - 1. miejsce na 3. etapie
- 1. miejsce na 8. etapie Vuelta a España
- 9. miejsce w Vuelta a España

2015
- 6. miejsce w Giro d’Italia
- 2. miejsce w mistrzostwach Czech (jazda indywidualna na czas)
- 2. miejsce w mistrzostwach Czech (start wspólny)
- 1. miejsce na 3. etapie Czech Cycling Tour

2016
- 1. miejsce w mistrzostwach Czech (jazda indywidualna na czas)

### Starty w Wielkich Tourach
| Grand Tour | 2013 | 2014 | 2015 | 2016 | 2017 | 2018 | 2019 |
| ---------- | ---- | ---- | ---- | ---- | ---- | ---- | ---- |
| Giro       | –    | –    | 6    | –    | –    | –    | –    |
| Tour       | –    | 7    | 70   | –    | –    | –    | –    |
| Vuelta     | 9    | –    | –    | 29   | –    | –    | –    |